# チャムチャム (菓子)

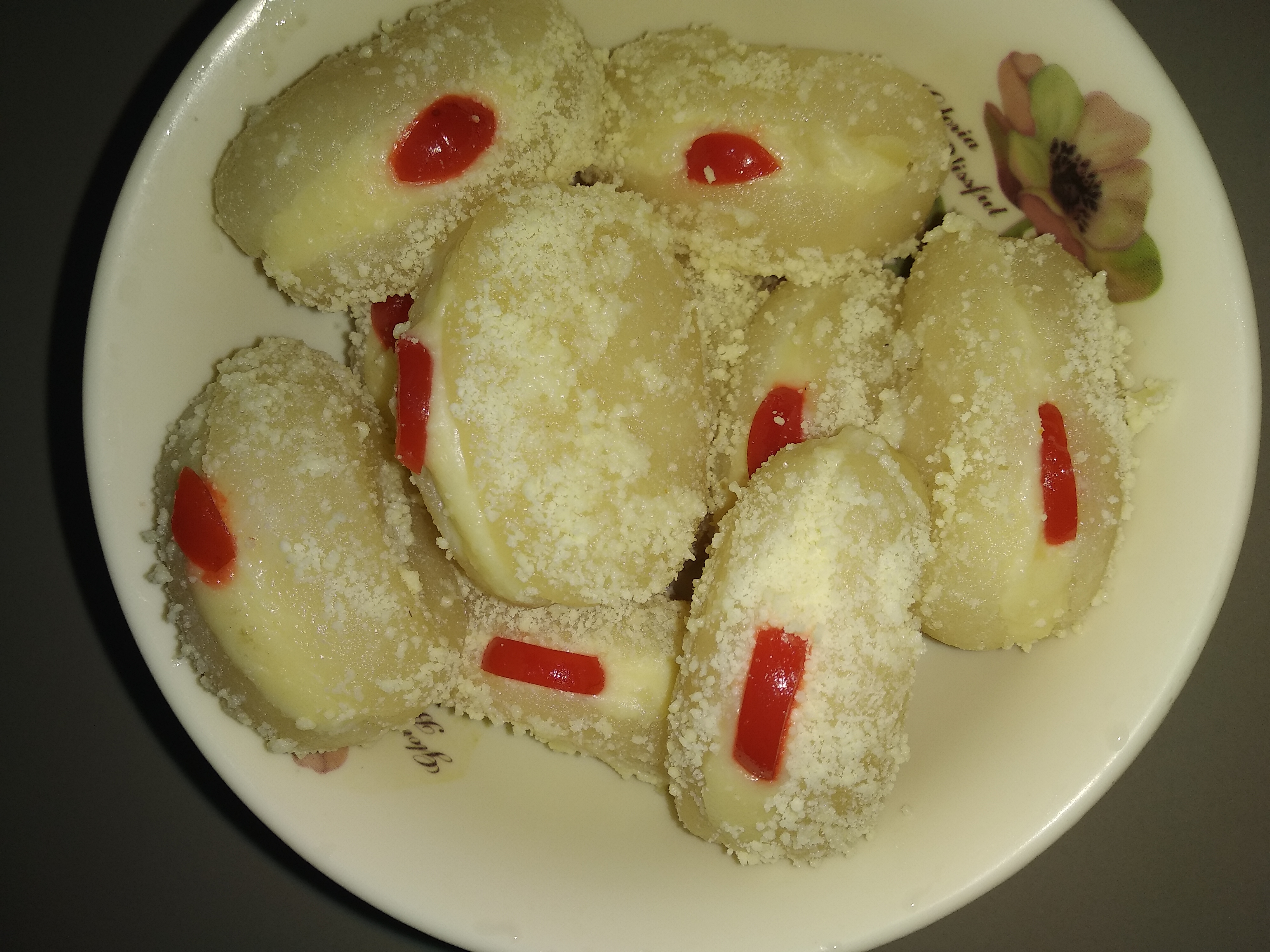
サクランボのチャムチャム

チャムチャム（ベンガル語: চমচম)は、南アジアで一般的なベンガルの伝統的な菓子の一種。主に薄桃色、薄黄色、白など、様々な色を呈する。ココナッツやマワ・フレークでコーティングすることによって装飾される。

## 歴史
ポラバリ・チャムチャムは、現在のバングラデシュのタンガイル県ポラバリで作られている楕円形状で茶色がかった種類のチャムチャムで、その歴史は19世紀中葉にさかのぼる。現代のチャムチャムはインドのウッタル・プラデーシュ州バリア地区出身のラジャ・ラムゴレが作った甘い料理をもとに、その孫にあたるマティラル・ゴレが現代風にアレンジしたものである 。